# Roger Landes
 (septembre 2024).
Si vous disposez d'ouvrages ou d'articles de référence ou si vous connaissez des sites web de qualité traitant du thème abordé ici, merci de compléter l'article en donnant les références utiles à sa vérifiabilité et en les liant à la section « Notes et références ».
Pour les articles homonymes, voir Landes.
Roger Landes, né le 16 décembre 1916 à Paris et décédé le 16 juillet 2008, fut pendant la Seconde Guerre mondiale, un agent franco-britannique du Special Operations Executive (SOE), section F. Il effectua deux missions clandestines en France occupée, dans la région de Bordeaux. Lors de la première, il fut opérateur radio du réseau SCIENTIST de Claude de Baissac ; et lors de la seconde, comme chef du réseau ACTOR, à la tête de groupes de résistants qu'il arma, forma et encadra, il joua un rôle important pour la libération de la France. Il termina la guerre au sein de la Force 136, en Extrême-Orient.

## Identités
- État civil : Roger Landes
- Comme agent du SOE, section F :
  - Période d'entraînement : Robert.
  - Nom de guerre (field name) : « Stanislas » puis « Aristide ».
  - Nom de code opérationnel : ACTOR
  - Nom de code du Plan, pour la centrale radio : CLOAK
  - Identité de couverture : René Pol (René, pour garder l'initiale de son prénom ; Pol, comme Poldowski, nom de jeune-fille de sa mère).

Situation militaire : SOE, section F ; grade : major.
Pour accéder à une photographie de Roger Landes, se reporter au paragraphe Sources et liens externes, en fin d'article.

## Famille
- Son grand-père, Juif russe, réchappé des pogroms en Russie, s'installe en Angleterre et tient une bijouterie à Hatton Garden, puis s'installe à Paris. Ses enfants, nés à Londres, combattent sous l'uniforme britannique pendant la Première Guerre mondiale.
- Son père : Barnet Landes, Britannique, deuxième fils du grand-père.
- Sa mère : Poldowski
- Ses frères et sœurs : 4.
- Mariages :
  - Ginette Corbin. Décédée en 1983. Un fils.
  - Margaret Laing. Mariage en 1990

## Éléments biographiques

### Jeunesse
- Naissance le 16 décembre 1916, à Paris.
- Études d'architecture : diplômé de l’École des Beaux Arts, Paris, été 1939.

### Pendant la guerre
1941. Après des entretiens avec Lewis Gielgud et Maurice Buckmaster, il est recruté par le SOE, section F.
1942
Première mission en France.
Définition de la mission : opérateur radio du réseau SCIENTIST de Claude de Baissac « David », dans la région de Bordeaux.
- Novembre. Dans la nuit du 31 octobre au 1er novembre, il est parachuté en même temps que Gilbert Norman.

1943
- Avril. Par Claude de Baissac, il est en relation avec André Grandclément, chef de la région B (grand sud-ouest) de l'OCM.
- Juillet. Le 14, il est informé par Londres que Claude de Baissac ne reviendra pas à Bordeaux et sera affecté en Normandie, compte tenu des nouveaux plans de débarquement.
- Août. Après le retour, dans la nuit du 16/17, de de Baissac en Angleterre, Roger Landes, qui devient « Aristide », prend sa succession pour contrôler l'action dans les départements où rayonnait SCIENTIST. Son réseau prend le nom d'ACTOR. Il en révise aussitôt les structures et désigne les responsables, à qui il demande de ne prendre d'ordres qu'auprès de lui : en Gironde, Léo Paillère assisté de Jean Duboué ; dans les Landes, Léonce Dussarrat (dit Léon des Landes) ; dans les Basses-Pyrénées, André Bouillard (dit « Dédé le Basque ») ; dans le Sud bordelais, Alfred Tronche ; il conserve auprès de lui Charles Hayes « Victor » et Marie-Louise, son courrier ; d'autres responsables sont nommés : Julien André à Ychoux, Franck Nicole, Jacques Furt-Fortage et François Faget. Les deux émetteurs radio fonctionnent, l'un dans un appartement près du jardin de la mairie, l'autre à Caudéran, avenue de la République.
- Septembre. Il s'oppose à la proposition d'accord entre les maquis de l'OCM dirigés par Grandclément et la Gestapo. Cette proposition visait à transformer ces maquis en résistance anticommuniste, à la suite de l'arrestation de Grandclément.
- Octobre. Le 29, il reçoit l'ordre de rentrer immédiatement à Londres, en passant par l'Espagne. Le 30, il déménage son émetteur et le met à l'abri dans une cache sûre.
- Novembre. Il part dans la soirée du 1er novembre, accompagné de Charles Corbin. Il traverse les Pyrénées, est retenu quelque temps en Espagne.

1944
- Janvier. Il finit par rentrer de Gibraltar en Angleterre, le 15, par un avion qui le ramène près de Swindon.

Deuxième mission en France.
Définition de la mission : chef du réseau ACTOR, reconstruit sur les restes du réseau SCIENTIST, en Aquitaine.
- Mars. Après une tentative avortée dans la nuit du 1er au 2, il est parachuté dans la nuit du 2 au 3 avec Allyre Sirois, à Marsan (Gers), à 9 km à l’est d’Auch, et se foule la cheville à l’arrivée au sol. Le comité de réception, dirigé par « Arthur » Jacques François Hirsch, les conduisent au petit matin dans une maison du village, propriété de Renée Daubize. À la tête du réseau ACTOR, Roger Landes équipe et pilote de nombreux groupes de résistance jusqu'à la libération de Bordeaux.
- Juillet. Il fait exécuter le 28 André Grandclément, ainsi que sa femme Lucette et son adjoint Marc Duluguet, pour trahison.
- Septembre. Le 17, à la libération de la ville, le général de Gaulle, à qui il est présenté, lui dit « Vous êtes Anglais ? Votre place n'est pas ici », et le prie de quitter le pays dans les deux jours. Roger Landes quitte Bordeaux, mais reste quelque temps à Paris.
- Octobre. Il rentre en Angleterre le 10, où il est soigné. Il fait son rapport d'activité au SOE[2].

1945. Il se déclare volontaire pour rejoindre la Force 136 en Extrême-Orient :
- Mars. Il est dirigé sur Colombo.
- Mai. Il est parachuté, avec 15 commandos, dans la jungle de Malaisie, près de la frontière de la Thaïlande.

### Après la guerre
1950. En août, il est invité à Bordeaux par Jacques Chaban-Delmas, qui lui remet la croix de la Légion d'honneur lors d'une cérémonie réunissant à l'Opéra la population bordelaise, les édiles et les anciens de la Résistance.
2008. Il meurt le 16 juillet.

### Reconnaissance
Roger Landes a reçu les décorations suivantes :
- Royaume-Uni : Military Cross (1943) and bar (1944) ;
- France : Chevalier de la Légion d'honneur, 1950 ; Croix de Guerre 1939-1945 avec palme.